# تل أغرب

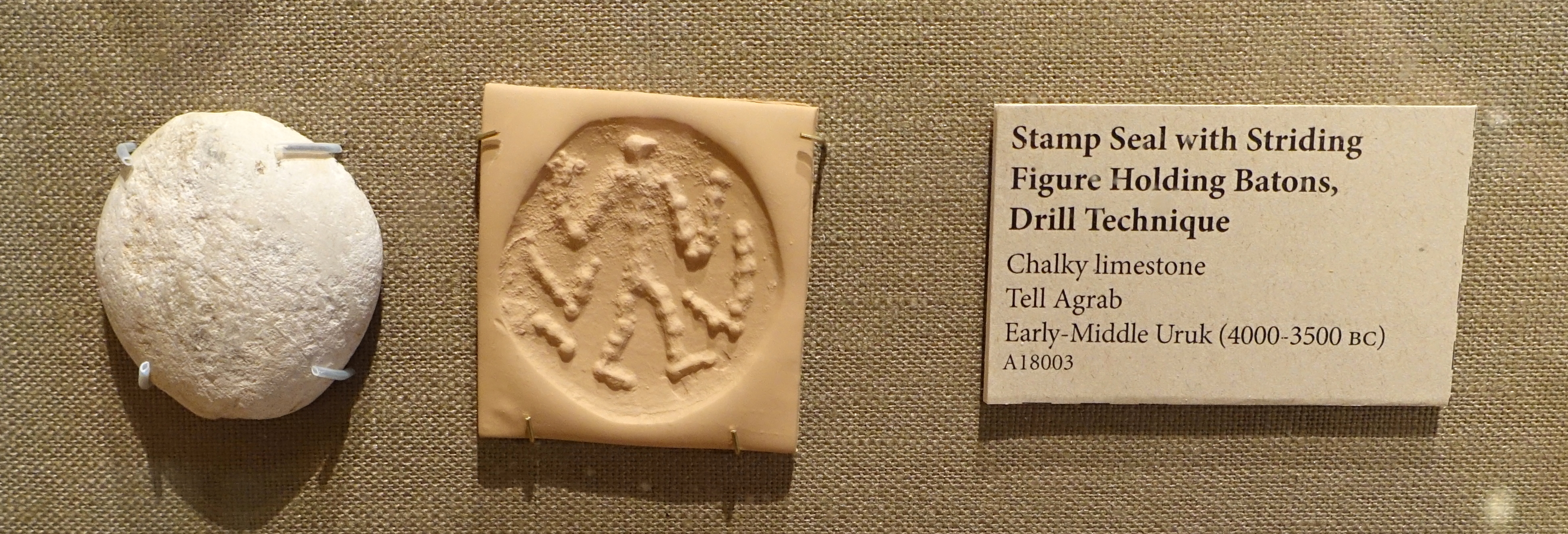
ختم الطوابع مع شكل ممتد تحمل براتو، تقنية الحفر، تل أغرب. متحف المعهد الشرقي، جامعة شيكاغو

تل أغرب هو تل أو مستوطنة تقع على بعد 12.6 ميل (20.3 كم) جنوب شرق أشنونة في محافظة ديالى. 

## التاريخ
تم احتلال تل أغرب خلال عصر جمدة نصر وعصر فجر السلالات خلال الفترتين الأكدية ولارسا، كان ذلك خلال فترة عصر فجر السلالات هذا المبنى الضخم، بما في ذلك معبد الشرع. ولا يوجد دليل على احتلاله بعد نهاية الألفية الثالثة.

## علم الآثار
إن موقع تل أغرب مستطيل بمحيط مستطيل بعرض 500 × 600 (1600 × 2000 قدم) بارتفاع حوالي 12 متراً (39 قدم).
على الرغم من أنها تعرضت لحفر غير قانوني في وقت سابق، تم حفر الموقع رسمياً في 1936 و 1937 من قبل فريق من المعهد الشرقي في شيكاغو الذي كان يعمل أيضا في اشنونة وخفاجة خلال ذلك الوقت.
قاد الحفر سيتون لويد. جهود التنقيب الأولية كانت على المعبد الديني القديم الكبير، والذي تم تخصيصه وفقاً للشرع لنقش الوعاء. تمت دراسة الطرف الغربي لمعبد الشرع فقط، أما الباقي فقد تآكل بشدة. كان المعبد حوالي 60 متر مربع (200 قدم) وكان محاطا بحائط بعرض 6 أمتار (20 قدم) مع دعم كبير.
أشار وجود حجارة حبال ونفق من نوافير إلى هجوم في عصر فجر السلالات. وبصرف النظر عن عدد من مخابئ الكنز والأختام الاسطوانية التي وجدت، كان أبرز اكتشاف هو عربة النحاس والتي سحبت من قبل أربعة مدافعين، واحد من أقدم النماذج المعروفة.

## معرض الصور

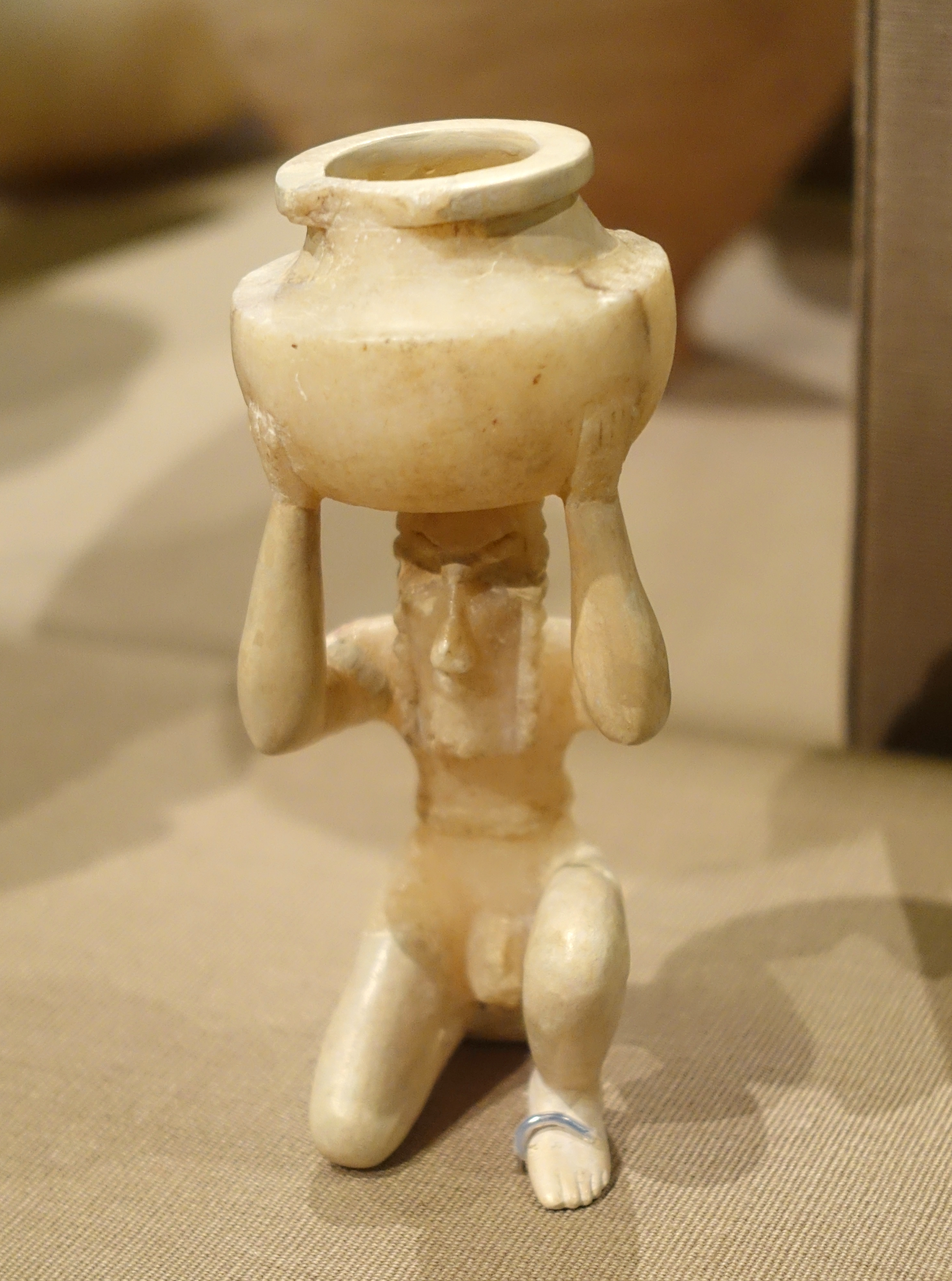
رجل راكع يحمل إناء على رأسه، تل أغرب، معبد الشرع، خلال فترة عصر فجر السلالات، 2900-2700 قبل الميلاد، الكالسيت - متحف المعهد الشرقي، جامعة شيكاغو
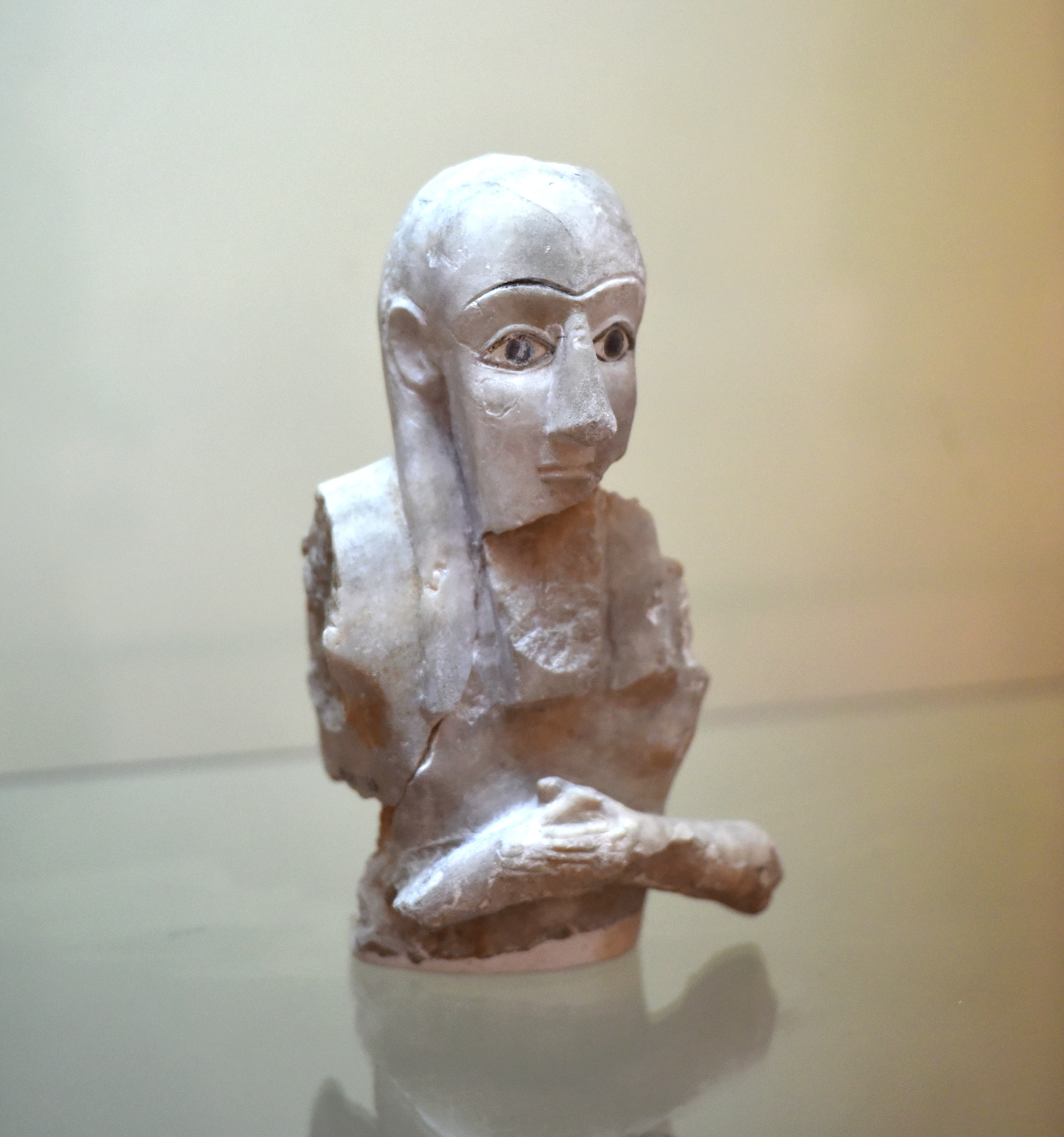
جزء من تمثال ذكر سومري، متحف العراق
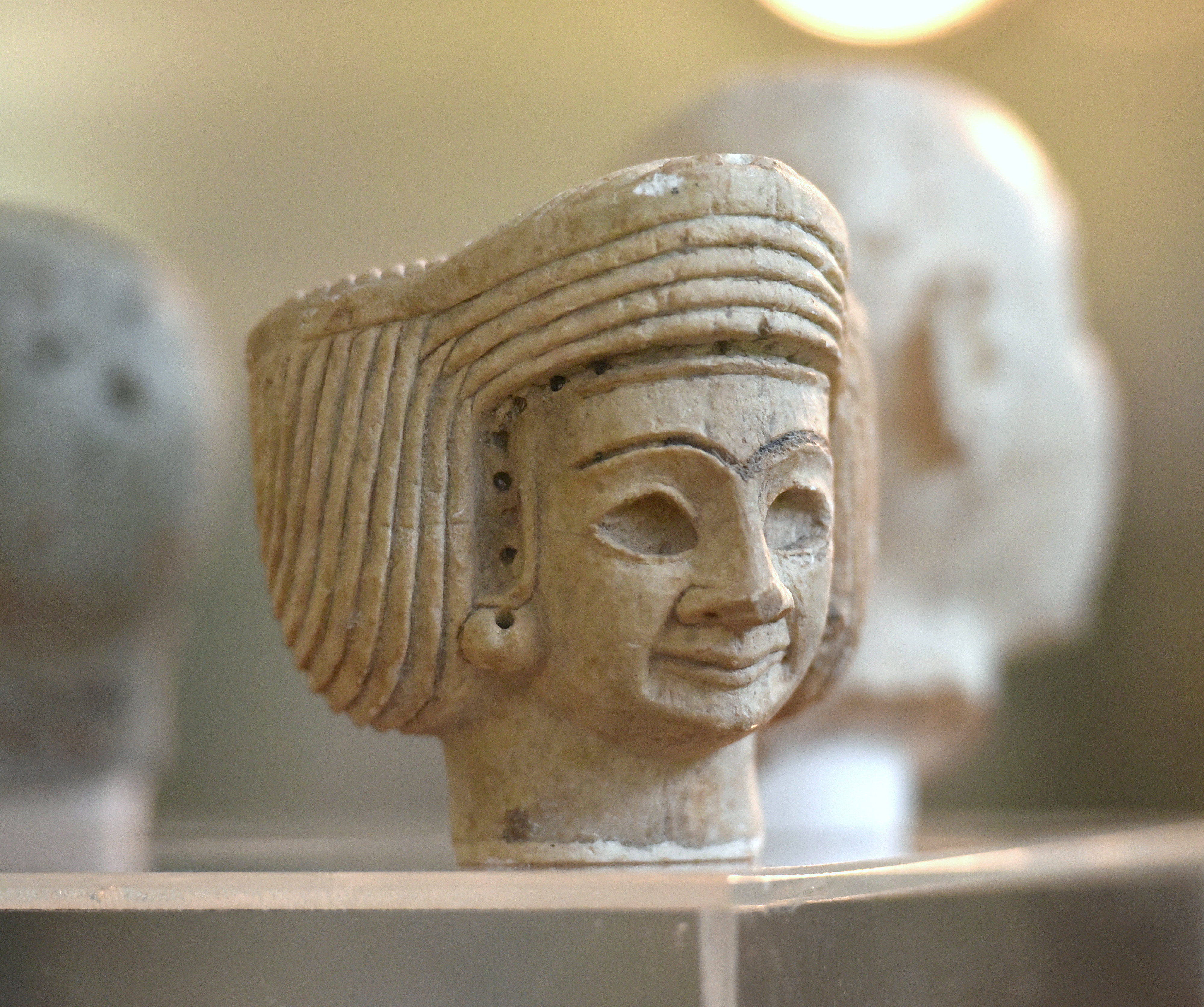
رأس امرأة سومرية، متحف العراق
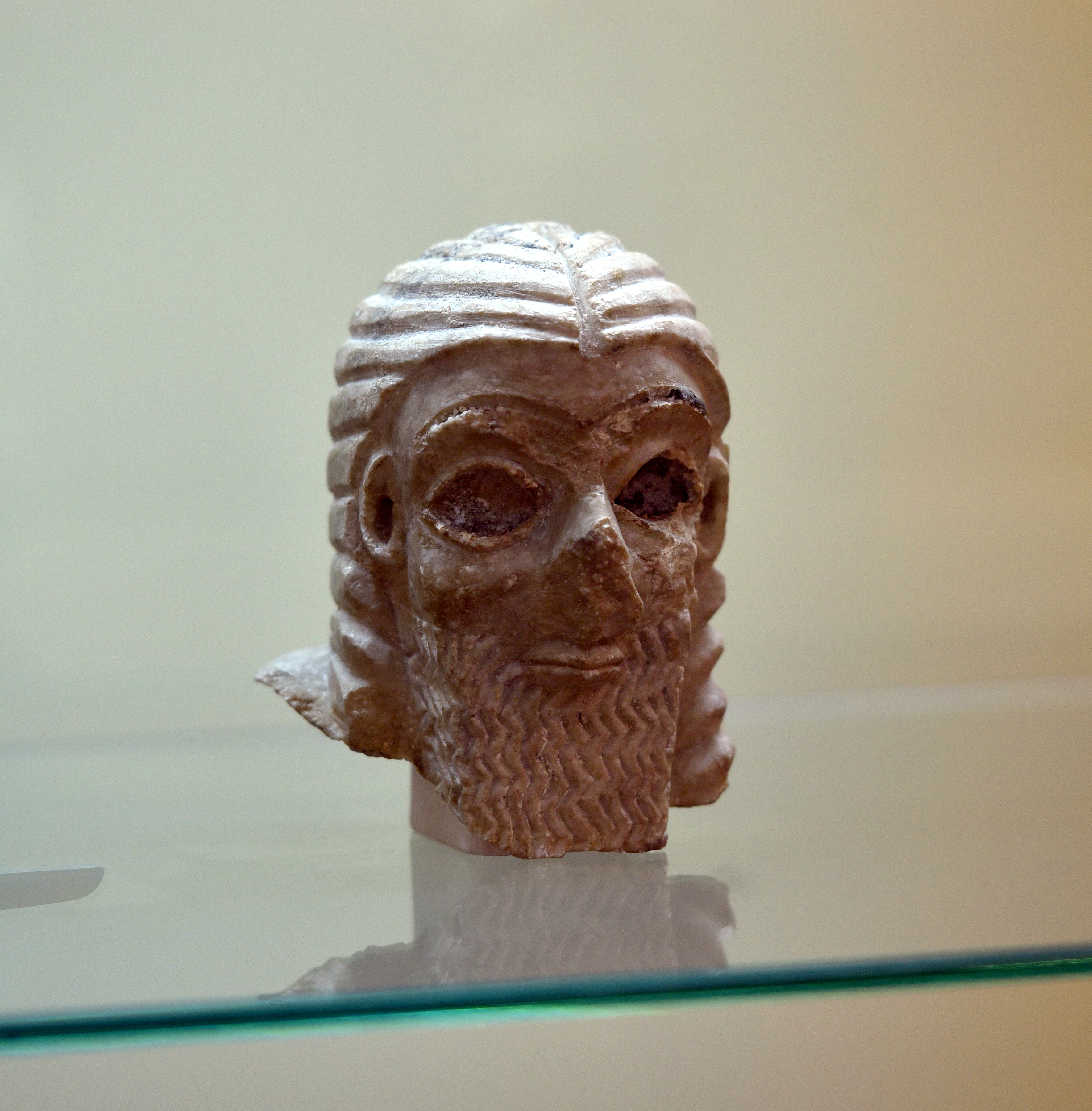
رأس ذكر، متحف العراق
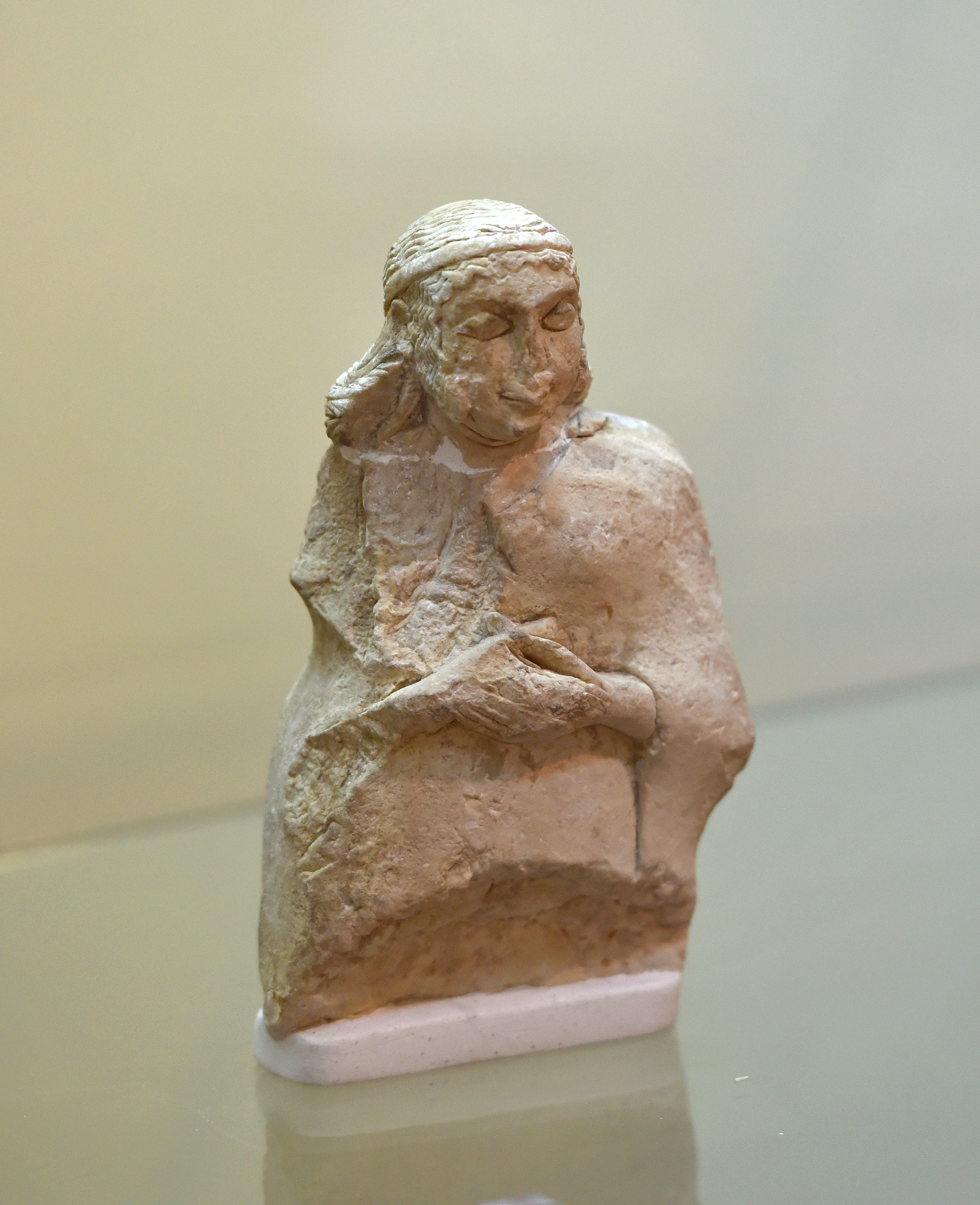
تمثال نسائي، متحف العراق
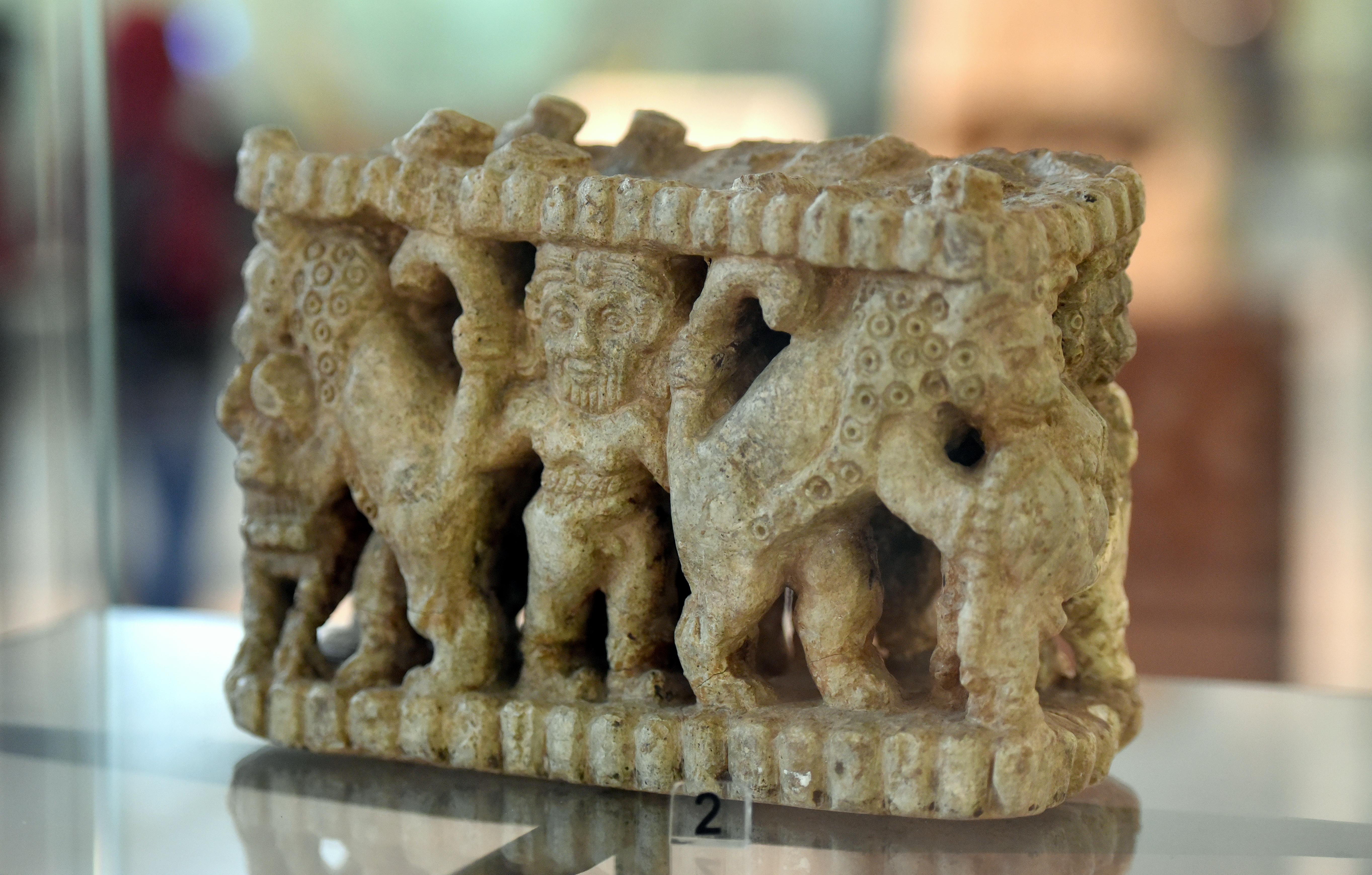
جلجامش يصارع ثورين، متحف العراق
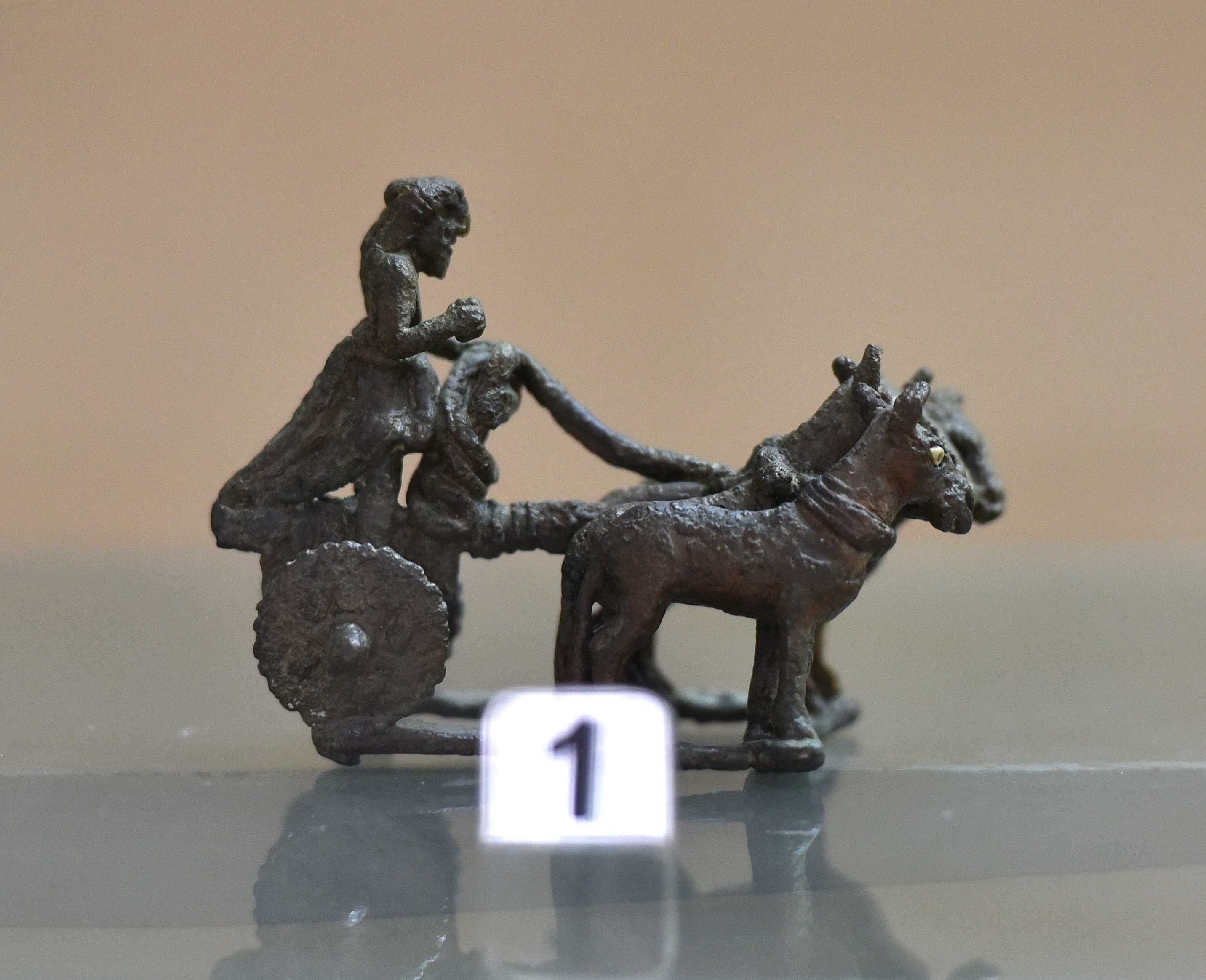
عربة وسائق عربة 2600-2370 قبل الميلاد. متحف العراق
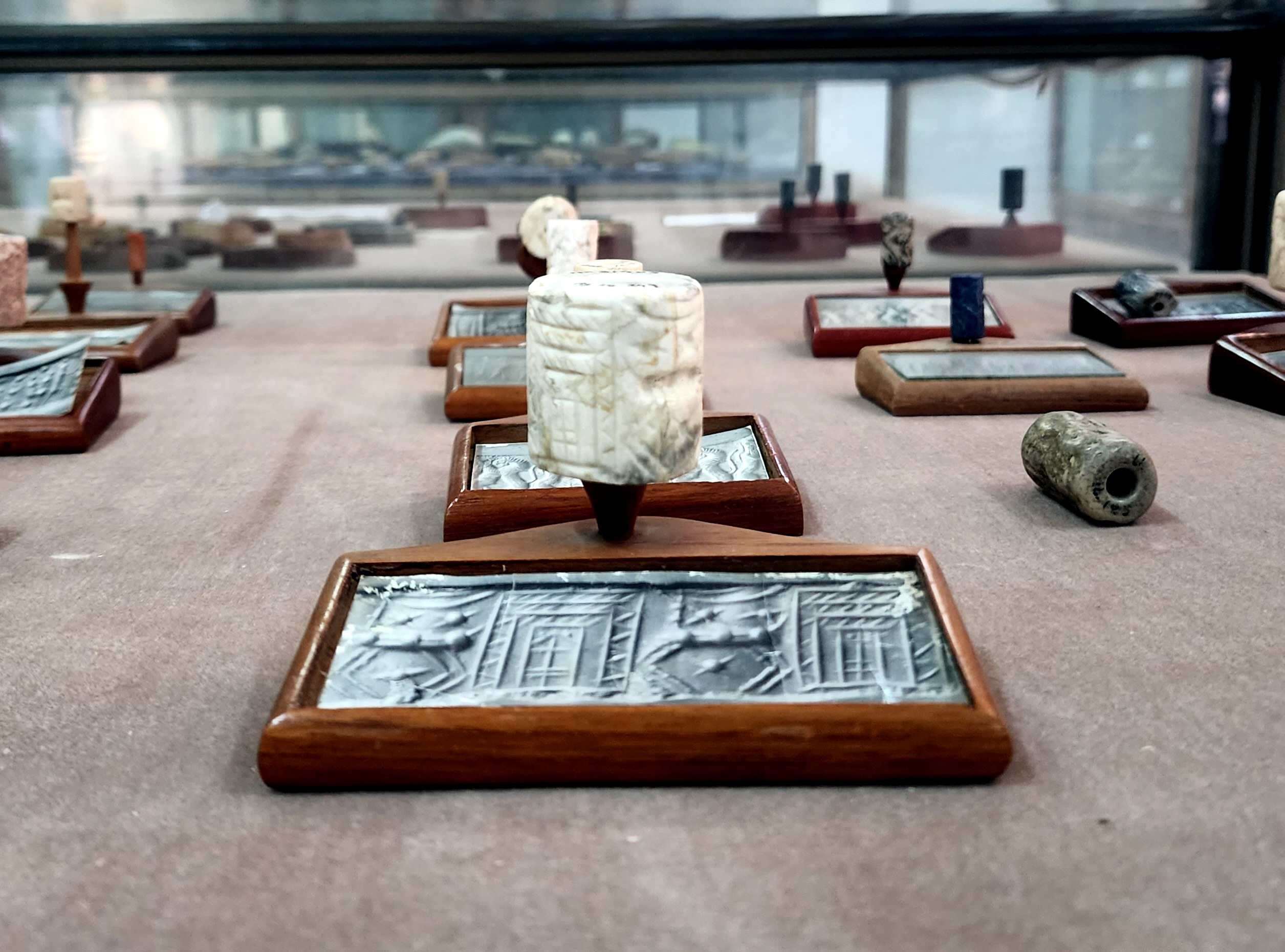
اختام أسطوانية، متحف السليمانية، العراق

## أنظر أيضًا
- علم الآثار
- قائمة التلال الأثرية في لبنان
- قائمة التلال الأثرية